# Furchen-Steinbrech
Der Furchen-Steinbrech (Saxifraga exarata) ist eine Pflanzenart aus der Gattung Steinbrech (Saxifraga) in der Familie der Steinbrechgewächse (Saxifragaceae).

## Beschreibung

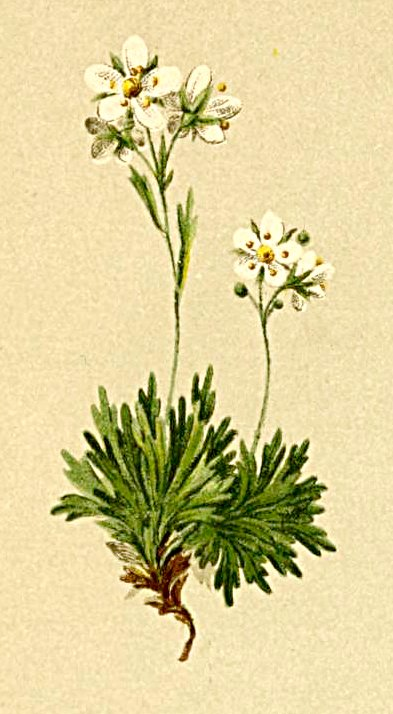
Furchen-Steinbrech, Illustration

### Vegetative Merkmale
Der Furchen-Steinbrech ist eine ausdauernde Pflanze, die Wuchshöhen von 3 bis 12 Zentimeter erreicht. Sie wächst in dichten weichen Polstern und bildet zahlreiche aufrechte, beblätterte Triebe aus. Die Rosettenblätter sind 4 bis 15 Millimeter lang, dicht drüsig behaart und in Form und Größe veränderlich. Sie sind meist länglich-keilförmig, haben vorne 3 bis 7 stumpfe, auseinanderspreizende Abschnitte und wirken aufgrund der mehr oder weniger stark hervortretenden Blattadern deutlich gefurcht. Die Grundblätter sind durch sitzende Drüsen klebrig und riechen harzig. Der Blattstiel ist etwas so lang bis doppelt so lang wie die Blattspreite.

### Generative Merkmale
Der Blütenstängel ist aufrecht, wenig beblättert, drüsig und trägt in einem doldenartig gedrängten Blütenstand 2 bis 12 Blüten. Es sind nur 1 bis 2 Stängelblätter vorhanden; sie sind lineal-lanzettlich und ungeteilt oder dreispaltig. Die Blütenstiele sind länger oder kürzer als die Blüten. Die 5 Kelchzipfel sind länglich, stumpf und etwa 2 Millimeter lang. Die Kronblätter sind 1eiförmig, milchweiß bis blassgelb oder rötlich gefärbt, vorne abgerundet und überdecken sich öfters an den Rändern. Blütezeit ist von Mai bis August. Die Kronblätter sind 2 bis 6 Millimeter lang und meist doppelt so breit wie die Kelchzipfel. Die Staubblätter sind nur wenig länger als die Kelchzipfel. Der Fruchtknoten ist unterständig. Die Fruchtkapsel ist rundlich eiförmig. Die Samen sind 0,5 bis 0,6 Millimeter lang, eiförmig, deutlich gekielt, fein papillös und dunkelbraun.
Die Art hat die Chromosomenzahlen 2n = 20, 24, 26, 48 oder 52.

## Unterschiede zu ähnlichen Arten
Der Furchen-Steinbrech unterscheidet sich vom Moschus-Steinbrech durch die stets mehr oder weniger tief drei- bis siebenspaltigen Rosettenblätter. Beim Moschus-Steinbrech sind nie fünf- bis siebenspaltige Rosettenblätter vorhanden. Beim Furchen-Steinbrech sind die Blattzipfel beiderseits gleichmäßig entwickelt und symmetrisch; die Nervatur der der letztjährigen Blätter tritt kräftig hervor und reicjt meist bis in die Blattzipfel. Beim Moschus-Steinbrech sind die Blatthälften oft unsymmetrisch, die Nervatur reicht bei mehr oder weniger deutlicher Ausbildung doch nicht bis in die Blattzipfel. Der Furchen-Steinbrech hat vier- bis achtblütige Blütenstände, beim Moschus-Steinbrech sind ein- bis fünfblütige Stängel die Regel, mehr als fünfblütige Stängel sind selten.

## Vorkommen
Der Furchen-Steinbrech (im engeren Sinne, Saxifraga exarata subsp. exarata) kommt in den Alpen, auf dem Balkan, in Kleinasien und im Kaukasus vorwiegend alpin in Felsspalten und auf Schutt in Höhenlagen von 1800 bis 3380 Meter vor. Die Höhe von 3380 Metern erreicht die Art am Piz Kesch in Graubünden. In Deutschland fehlt die Art. Er ist eine Charakterart des Androsacetum vandellii aus dem Verband Androsacion vandellii, kommt aber auch in Gesellschaften des Verbands Caricion curvulae vor.
Die ökologischen Zeigerwerte nach Landolt et al. 2010 sind in der Schweiz für Saxifraga exarata subsp. exarata: Feuchtezahl F = 3 (mäßig feucht), Lichtzahl L = 5 (sehr hell), Reaktionszahl R = 2 (sauer), Temperaturzahl T = 1 (alpin und nival), Nährstoffzahl N = 1 (sehr nährstoffarm), Kontinentalitätszahl K = 4 (subkontinental).

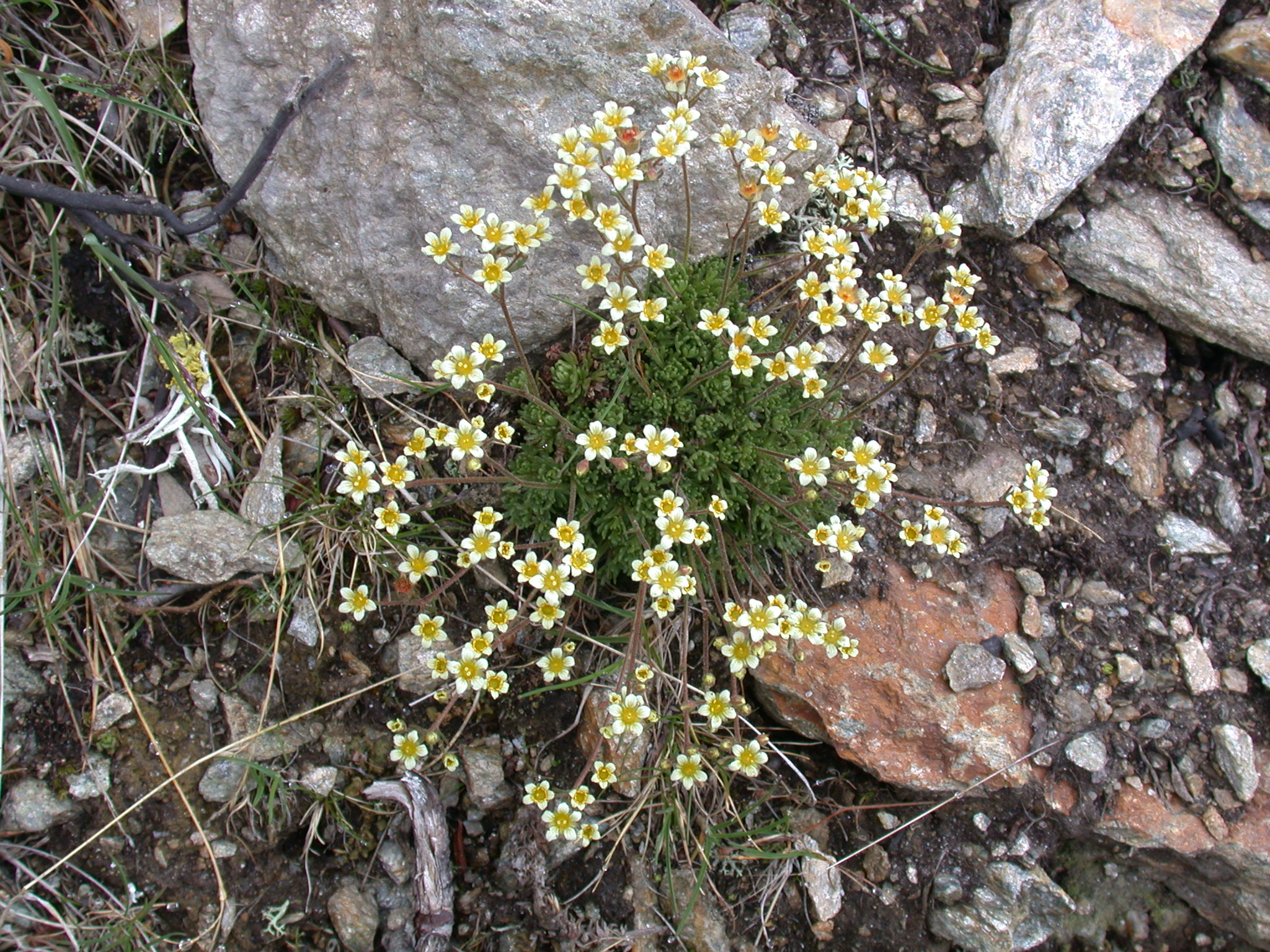
Furchen-Steinbrech (Saxifraga exarata) im Saastal in der Schweiz

## Systematik
Von manchen Autoren wird der Furchen-Steinbrech verschieden weit gefasst. Die Unterarten (oder Varietäten):
- Saxifraga exarata subsp. exarata
- Saxifraga exarata subsp. leucantha (Thomas) Br.-Bl. (Syn.: Saxifraga exarata var. leucantha (Thomas) Engl. & Irmsch.; Saxifraga leucantha Thomas) werden zum Furchen-Steinbrech hinzugestellt. Diese letztere Sippe kommt nur in der Schweiz und in Italien[4] vor und hat die Chromosomenzahl 2n = ca. 48–52. Sie gedeiht im Kanton Wallis in Höhenlagen von 500 bis 1000 Metern.[1]

Dagegen werden folgende Unterarten oft auch zu Saxifraga moschata gestellt:
- Saxifraga exarata subsp. ampullacea (Ten.) D.A. Webb; kommt nur in Italien und Slowenien vor
- Saxifraga exarata subsp. basaltica (Br.-Bl.) Jalas, kommt nur im Riesengebirge vor
- Saxifraga exarata subsp. carniolica (Huter) Jalas, kommt nur in Italien und Slowenien vor und hat die Chromosomenzahl 2n = 44.
- Saxifraga exarata subsp. delphinensis (Ravaud) Kerguélen, kommt nur in Frankreich vor
- Saxifraga exarata subsp. fastigiata (Luizet) Kerguélen, kommt nur in den Pyrenäen von Spanien und Frankreich vor
- Saxifraga exarata subsp. lamottei (Luizet) D.A. Webb, kommt nur in Frankreich (Auvergne) vor
- Saxifraga exarata subsp. moschata (Wulfen) Cavillier, kommt in den Pyrenäen, Alpen und Karpaten bis zu den Sudeten, den Apenninen, den Gebirgen der Balkanhalbinsel und im Kaukasus vor.